# Brug 819
Brug 819 is een bouwkundig kunstwerk in Amsterdam-Zuid.
Ondanks het brugnummer wijst op een brug uit de beginjaren zestig is ze van later jaren. Ze ligt in het Gijsbrecht van Aemstelpark. Het oostelijk deel van het park was in de loop der jaren dichtgegroeid, zodat er rond 2005 onvoldoende recreatiemogelijkheden waren, was de mening van de buurt. Onder supervisie van Oranjewoud Realisatie werd dat gedeelte van het park aangepast aan de verlangens van de buurtbewoners. De financiering kwam uit een overschotje dat men had weten te bereiken bij de aanpak van de Zuidas. Bij de bebouwing daarvan was een deel van het wateroppervlak verloren gegaan en dat wenste de gemeente Amsterdam terug te krijgen. Daartoe werd een deel van het oostelijke deel van park afgegraven en omgewerkt tot vijver. Over de uitgang van de vijver naar de parksingel werd vervolgens een brug gelegd.
Deze brug wijkt af van de bruggen die Dirk Sterenberg met de Dienst der Publieke Werken heeft ontworpen. Die platte bruggen gedragen door brugpijlers kregen steevast een witte betonnen overspanning met daarop groen/witte brugleuningen. Brug 819 kreeg een grijs uiterlijk, een lichte welving en geen pijler(s).
Het brugnummer 819 werd in 1962 voor aanduiding van een duiker in de Europaboulevard, maar die is in diezelfde periode weer gesloopt vanwege bouwwerkzaamheden aldaar.

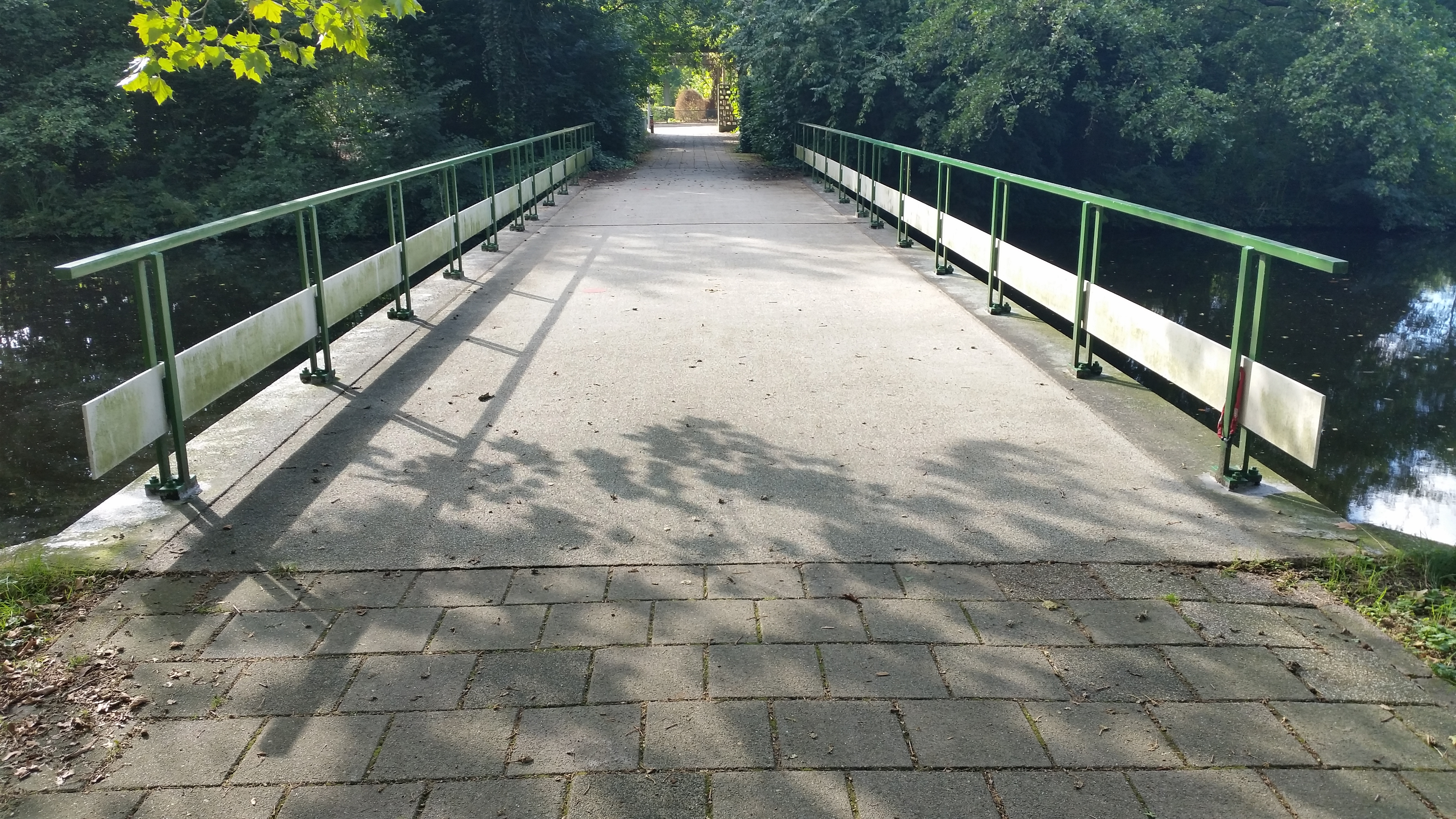
Brug 822 van Dirk Sterenberg als voorbeeld van zijn bruggen voor het park (foto 2019)

<<< · 801 · 802 · 803 · 804 · 805 · 808 · 811 · 812 · 813 · 814 · 815 · 816 · 817 · 818 · 819 · 820 · 821 · 822 · 823 · 824 · 825 · 826 · 827 · 828 · 829 · 830 · 831 · 832 · 833 · 834 · 835 · 836 · 837 · 838 · 839 · 840 · 841 · 842 · 844 · 845 · 846 · 848 · 849 · 850 ·  854 · 856 · 857 · 858 · 859 · 860 · 863 · 864 · 865 · 866 · 867 · 868 · 869 · 870 · 871 · 872 · 873 · 875 · 876 · 877 · 889 · 890 · 891 · 892 · 893 · 895 · 896 · 897 · 898 · 899 · >>>
Brugnummers 800, 806, 807, 809, 810, 843 (gesloopt, Uilenstede, Amstelveen), 847 (Uilenstede, Amstelveen) , 851 (gesloopt, Dirk Sterenberg), 852 (gesloopt, Dirk Sterenberg), 853 (gesloopt, Dirk Sterenberg), 855, 861, 862, 874, 878, 879, 880, 881, 882, 883, 884, 885, 886, 887, 888, 894 zijn niet (meer) vergeven.